# Slot A
Slot A роз'єм для процесорів AMD Athlon, призначених для персональних комп'ютерів. Розроблений, як заміна роз'ємам Socket 7 та Super Socket 7. Був анонсований в червні 1999 року. Мав 242 контакти, проте на відміну від попередників та наступників мав формфактор слота SECC, в який вставляється картридж з процесором, кешем L3 та іншим обладнанням. Був замінений рознімом Socket A.

## Історія
Поява даного інтерфейсу була пов'язана в першу чергу, з необхідністю прискорення роботи процесора з кеш-пам'яттю другого рівня щодо систем на платформі Super Socket 7, не допускаючи при цьому значного підвищення вартості виробництва процесорів (застосовуваний у той час 250 нм техпроцес не дозволяв інтегрувати кеш в ядро процесора без значного збільшення вартості виробництва). Найкращим на той момент рішенням виявилося розміщення процесора і мікросхем кеш-пам'яті на процесорній платі, що знаходиться у картриджі. Процесор у такому корпусі розміщується у рознім з 242 контактами, які розташовуються з обох сторін розніми у два ряди, асиметрично розділені ключем, що запобігають неправильній установці процесора.
Для спрощення виробництва системних плат для процесорів Athlon, Slot A був зроблений механічно сумісним з популярним рознімом для процесорів Intel — Slot 1, що дозволяло виробникам використовувати один і той же рознім на системних платах для процесорів Pentium III та Athlon. Електрично розніми Slot A і Slot 1 несумісні. Різна також нумерація виводів розніму.
У кінці 1999 року процесори Athlon були переведені на 180 нм техпроцес, а на початку 2000 року отримали інтегрований кеш другого рівня, що дозволило відмовитися від використання процесорної плати та картриджа. На зміну розніму Slot A прийшов гніздовий рознім Socket A.

## Ресурси тенет
- Опис картриджа процесорів AMD Athlon(англ.)